# Orbanići (Marčana)
Pour les articles homonymes, voir Orbanići.
Orbanići (en italien : Orbani) est une localité de Croatie située en Istrie, dans la municipalité de Marčana, dans le comitat d'Istrie. En 2001, la localité comptait 157 habitants.

## Démographie
| 1948 | 1953 | 1961 | 1971 | 1981 | 1991 | 2001 |
| ---- | ---- | ---- | ---- | ---- | ---- | ---- |
| 316  | 280  | 226  | 181  | 160  | 162  | 157  |